# オムスク時間
|  | UTC+2  | MSK-1 | カリーニングラード時間 (KALT) |
|  | UTC+3  | MSK   | モスクワ時間 (MSK)            |
|  | UTC+4  | MSK+1 | サマラ時間 (SAMT)             |
|  | UTC+5  | MSK+2 | エカテリンブルク時間 (YEKT)   |
|  | UTC+6  | MSK+3 | オムスク時間 (OMST)           |
|  | UTC+7  | MSK+4 | クラスノヤルスク時間 (KRAT)   |
|  | UTC+8  | MSK+5 | イルクーツク時間 (IRKT)       |
|  | UTC+9  | MSK+6 | ヤクーツク時間 (YAKT)         |
|  | UTC+10 | MSK+7 | ウラジオストク時間 (VLAT)     |
|  | UTC+11 | MSK+8 | マガダン時間 (MAGT)           |
|  | UTC+12 | MSK+9 | カムチャツカ時間 (PETT)       |

オムスク時間（オムスクじかん、Omsk Time、OMST）は、協定世界時 (UTC) を6時間進ませた標準時 (UTC+6) である。ロシア第5標準時とも呼ばれる。2011年3月27日までは冬時間が UTC+6 で、オムスク夏時間 (Omsk Summer Time、OMSST) が UTC+7 であったが、それまでの夏時間を通年の標準時とする形で夏時間制が廃止された。2014年10月26日からは、2011年3月27日以前の冬時間を通年の標準時とする形で UTC+6 となった。
2010年3月28日から2014年10月25日まではケメロヴォ州、1995年5月28日から2016年3月26日まではアルタイ共和国とアルタイ地方、2002年5月1日から2016年5月28日まではトムスク州、1993年5月23日から2016年7月23日まではノヴォシビルスク州でも使用されていた。

## 採用しているロシアの地域
- オムスク州

## 関連
- ロシア時間